# Municipio de Sävsjö
El municipio de Sävsjö (en sueco: Sävsjö kommun) es un municipio en la provincia de Jönköping, al sur de Suecia. Su sede se encuentra en la localidad de Sävsjö. El municipio actual fue creado en 1971 cuando la ciudad de Sävsjö se fusionó con partes de dos municipios rurales adyacentes. Dos años más tarde se completó cuando se agregó Hjälmseryd.

## Localidades
Hay 4 áreas urbanas (tätort) en el municipio:
| # | Tätort    | Población |
| - | --------- | --------- |
| 1 | Sävsjö    | 5527      |
| 2 | Vrigstad  | 1479      |
| 3 | Stockaryd | 1091      |
| 4 | Rörvik    | 620       |